# 格里戈里·施捷尔恩
格里戈里·米哈伊洛维奇·施捷尔恩（羅馬化：Grigoriy Mikhaylovich Shtern；1900年7月24日（8月6日）—1941年10月28日），蘇聯猶太裔军事领袖、苏联英雄，是西班牙内战期间的苏联首席军事顾问，1938年担任红旗远东特别集团军参谋长。曾参与张鼓峰事件并指挥诺门罕战役。于德国入侵前夕均遭逮捕，被指控叛国罪和间谍罪，1941年10月遭枪决。